# Eskimoit
Eskimoit ist ein selten vorkommendes Mineral aus der Mineralklasse der „Sulfide und Sulfosalze“. Es kristallisiert im monoklinen Kristallsystem mit der chemischen Zusammensetzung Ag7Pb10Bi15S36, ist also eine Verbindung aus Silber, Blei, Bismut und Schwefel, die strukturell zu den Sulfosalzen gehört.
Eskimoit ist in jeder Form undurchsichtig (opak) und konnte bisher nur in Form lamellarer Körner und Mineral-Aggregate von grauer, metallisch glänzender Farbe gefunden werden. In polierten Sektionen erscheint das Mineral unter dem Auflichtmikroskop allerdings „Galenitweiß“.

## Etymologie und Geschichte
Erstmals entdeckt wurde Eskimoit in der Kryolith-Lagerstätte von Ivittuut im Südwesten Grönlands und beschrieben 1977 durch E. Makovicky und S. Karup-Møller, die das Mineral nach der Volksgruppe der Eskimos benannten, die als erste Grönland besiedelten.

## Klassifikation
In der veralteten 8. Auflage der Mineralsystematik nach Strunz war der Eskimoit noch nicht aufgeführt.
In der zuletzt 2018 überarbeiteten Lapis-Systematik nach Stefan Weiß, die formal auf der alten Systematik von Karl Hugo Strunz in der 8. Auflage basiert, erhielt das Mineral die System- und Mineralnummer II/E.31-050. Dies entspricht der Klasse der „Sulfide und Sulfosalze“ und dort der Abteilung „Sulfosalze (S : As,Sb,Bi = x)“, wo Eskimoit zusammen mit Gustavit, Jasrouxit, Lillianit, Oscarkempffit, Ourayit, Schirmerit, Terrywallaceit, Treasurit, Vikingit und Xilingolith die „Lillianitreihe“ mit der Systemnummer II/E.31 bildet.
Die von der International Mineralogical Association (IMA) zuletzt 2009 aktualisierte 9. Auflage der Strunz’schen Mineralsystematik ordnet den Eskimoit in die Klasse der „Sulfide und Sulfosalze (Sulfide, Selenide, Telluride, Arsenide, Antimonide, Bismutide, Sulfarsenide, Sulfantimonide, Sulfbismutide)“ und dort in die Abteilung „Sulfosalze mit PbS als Vorbild“ ein. Hier ist das Mineral in der Unterabteilung „Galenit-Derivate mit Blei (Pb)“ zu finden, wo es zusammen mit Aschamalmit und Heyrovskýit eine unbenannte Gruppe mit der Systemnummer 2.JB.40b bildet.
In der vorwiegend im englischen Sprachraum gebräuchlichen Systematik der Minerale nach Dana hat Eskimoit die System- und Mineralnummer 03.06.02.01. Das entspricht der Klasse der „Sulfide und Sulfosalze“ und dort der Abteilung „Sulfosalze“. Hier findet er sich innerhalb der Unterabteilung „Sulfosalze mit dem Verhältnis 2,0 < z/y < 2,49 und der Zusammensetzung (A+)i (A2+)j [By Cz], A = Metalle, B = Halbmetalle, C = Nichtmetalle“ als einziges Mitglied in einer unbenannten Gruppe mit der Systemnummer 03.06.02.

## Kristallstruktur
Eskimoit kristallisiert monoklin in der Raumgruppe C2/m (Raumgruppen-Nr. 12) oder Cm (Nr. 8) mit den Gitterparametern a = 13,46 Å; b = 4,10 Å; c = 30,19 Å und β = 93,4° sowie einer Formeleinheit pro Elementarzelle.

## Bildung und Fundorte
Eskimoit bildet sich in Kryolith-Lagerstätten Berryite, kann aber auch allgemein in gold-, silber- und bleihaltigen Erzlagerstätten entstehen. Als Begleitminerale treten unter anderem Aikinit, Enargit, Galenit und Pyrit auf.
Als seltene Mineralbildung konnte Eskimoit nur an wenigen Fundorten nachgewiesen werden, wobei bisher (Stand 2014) etwas mehr als 10 Fundorte bekannt sind. Seine Typlokalität Ivittuut ist dabei der bisher einzige bekannte Fundort in Grönland.
In Deutschland konnte Eskimoit bisher nur in der Grube „Friedrich-Christian“ bei Bad Rippoldsau-Schapbach in Baden-Württemberg und im Steinbruch „Buchberg“ bei Naundorf im Landkreis Mittelsachsen gefunden werden.
In Österreich fand man das Mineral unter anderem in der antiken Silbergrube „Milleiten“ bei Zirknitz in der Goldberggruppe in Kärnten sowie in der Grube Erzwies im Gasteinertal und am Rauriser Goldberg bei Kolm-Saigurn im Hüttwinkltal (Raurisertal) in Salzburg.
Daneben kennt man Eskimoit noch aus dem Steinbruch La Mothe bei La Roche-Balue im Département Loire-Atlantique in Frankreich, aus der Ikuno Mine bei Asago auf der japanischen Insel Honshū, in der Lagerstätte „Văratec“ bei Băiuț in Rumänien, in der Au-Ag-Te-Lagerstätte Kochbulak bei Angren in Usbekistan sowie einige Orte in verschiedenen Bundesstaaten der USA.